# La bloc
La bloc a fost un serial TV românesc din 1 aprilie 2002, produs de MediaPro Pictures și difuzat de canalul Pro TV. A fost inspirat din umorul românesc, de „scara blocului”. Ultimul episod a fost difuzat în 25 mai 2008. A fost creat, scris și regizat de către Răzvan Andrei, Radu Dragomir, Dragoș Moștenescu și Răzvan Săvescu. Are 524 de episoade +1 episod special și 6 ani.
Cifrele serialului: 2.620 de ore de filmare, 13 sezoane, 524 de episoade, 6 ani, 270 de ore de emisie și 1 copil născut în direct.
Filmările: au avut loc dimineața la 8:30 până spre orele 22 respectiv 23 seara.
Producătorul este Andrei Boncea, care a mai realizat și La Servici, Fete cu lipici și serialul Meseriașii.

## Sinopsis
La bloc este construit în jurul a două personaje a căror existență este centrată în jurul spațiului în care locuiesc, Nelu Curcă și Costel Jurcă, taximetrist respectiv gestionar. Alături de soțiile lor, Suzi, respectiv, Lilli. Stilul lor unic nu lasă prea mult loc bunelor maniere.
De-a lungul celor 16 ani de căsnicie, Suzi și Nelu Curcă adunaseră ceva bani și își doreau foarte mult să înceapă o viață nouă într-o locuință nouă.
Așa că împreună cu fiica lor, Mimi, aceștia s-au mutat într-un nou apartament recomandat de prietenul din armată al lui Nelu, Costel Jurcă. Aduși de soartă pe același palier, familiile Curcă și Jurcă au împărțit astfel multă vreme bucuriile și complicațiile căsniciei și ale traiului la bloc, sperând cu toții la un trai mai bun.
Curând după aceea, tandem Costel Jurcă - Nelu Curcă și-a găsit un nou aliat în tentativele de a da "marea lovitură". Acesta este un personaj oarecum misterios, destul de dubios, poreclit "Americanul". Sosit tocmai din America, unde a strâns destul de mulți bani, Americanul și-a cumpărat un apartament în faimosul bloc și a tot încercat să-i atragă pe cei doi în tot felul de afaceri.
Dornici să se îmbogățească cu orice preț, Jurcă și Curcă nu au stat mult pe gânduri și au intrat într-o mulțime de afaceri cu Americanul, iar, în timp cei trei au devenit prieteni la cataramă.
A urmat o perioadă destul de dificilă pentru Nelu Curcă. După ce a stat foarte multă vreme destul de prost cu finanțele, soția sa, Suzi și năzdrăvana sa fiică, Mimi, l-au băgat la cheltuieli cum numai ele știu s-o facă. În același timp, Sebastian Popa, prietenul și vecinul lor, zis și Nea Popa, tot încerca să-și găsească o nevastă. De aceea el a apelat la momentul respectiv la serviciile unei agenții matrimoniale.
În aceeași perioadă, Mimi, fiica familiei Curcă, și-a făcut o prietenă foarte bună, pe Paula, alături de care se va întrece în comentarii malițioase pe marginea noilor obiceiuri ale babacilor.
În bloc, atmosfera începe să se schimbe în blocul în care nici o zi nu trece fără să se întâmple ceva amuzant, goana după femei devenind principalul motiv al existenței bărbaților.
Când a împlinit 18 ani, Mimi s-a mutat din apartamentul părinților împreună cu încă două fete, Adina și Roxana. Nelu era foarte posesiv cu fiica lui și o mulțime de încurcături s-au petrecut pe măsură ce fata lui își căuta un nou iubit. Numai că, toți bărbații din bloc au ajuns să fie conduși de aceste puștoaice senzaționale. Nimic nu le-a stat în cale în încercările lor insolite de a se distra pe seama bărbaților.
Chiar dacă a trecut ceva vreme de când s-au mutat în același bloc, nu a trecut zi fără ca duetul Nelu-Costel să nu fie implicat în situații neașteptate din care cei doi au reușit să se salveze prin mici dezastre și soluțiile cele mai proaste.
Popa și-a găsit în cele din urmă menirea și s-a angajat la Americanul, ajungând astfel primul valet cu acte în regulă într-un apartament de bloc obișnuit din România.
Situația în bloc s-a schimbat brusc în momentul în care Suzi a câștigat un rol într-un film american și a plecat pentru o perioadă nedeterminată la Hollywood. Dând impresia că a fost părăsit, Nelu a profitat de compasiunea vecinilor și prietenilor și a făcut o mulțime de prostii în tentativele lui binecunoscute de a-și găsi o prietenă mai tânără, mai frumoasă decât Suzi. În cele din urmă, el a sfârșit prin a se îndrăgosti din nou nebunește de nevasta lui, din păcate fără ca ea să fie de față.
Costel a învățat din experiența prietenului lui cel mai bun, așa că și-a luat inima în dinți și a hotărât să facă un copil cu Lili. În toate aceste mici încurcături conjugale, Americanul le-a dat tot timpul o mână de ajutor prietenilor săi și le-a demonstrat de fiecare dată cât de mult contează prietenia și dragostea. Asta nu înseamnă că cei doi bărbați însurați nu și-au făcut sânge rău zi de zi.
O mare schimbare s-a petrecut însă atât în viața lui Nelu, dar și în viețile tuturor celorlalți atunci când Bela, o doamnă superbă, și-a deschis un cabinet de psihologie în bloc. Atât Nelu, cât și Americanu' s-au îndrăgostit de Bela, motiv pentru care amândoi au concurat pentru inima doamnei doctor psiholog.
Până la urmă, cel care a câștigat inima Belei a fost Nelu, însă relația celor doi nu a durat decât câteva luni, pentru că Bela l-a părăsit pe Nelu, pe motiv că este mult prea imatur și uneori iresponsabil.
Despărțirea celor doi l-a făcut pe Americanu' să râvnească din nou la inima Belei și să intervină în stilul lui caracteristic de Don Juan pentru a câștiga inima ei.
Costel, în schimb, nu s-a lăsat molipsit de atitudinea lui Lili. Ca urmare a acestei schimbări de atitudine a soției sale, el este nevoit să-și mai caute o slujbă.
În tot acest timp, fetele nu au rămas nici ele mai prejos: Adina și-a deschis un butic, Mimi a intrat la facultatea de teatru ceea ce a deranjat foarte mult orgoliile colegelor sale de cameră, Roxana s-a aflat într-o permanentă căutare de „masculi” care, din păcate, nu au corespuns cerințelor ei.
Americanul și-a deschis un post de radio în apartament și a informat multă vreme lumea din bloc și nu numai despre ce s-a mai întâmplat în zonă.
Lili și Costel s-au hotărât să plece în Spania, pentru a-i oferi o viață mai bună băiețelului lor. Cu această ocazie toți vecinii și prietenii lor au decis să-i însoțească într-o călătorie cu bicicletele prin țară, și aici sunt multe peripeții cum ar fi faptul că Nelu și Costel rămân fără biciclete le recuperează însă asta când filmau acel film cu Familia Flintstone au aflat atunci că prietenul lor țiganul Jean le-a furat bicicletele s-au ținut după el atunci dar nu au apucat să recupereze bicicletele dar pentru a le recupera s-au urcat într-un camion unde era un șofer mai de la țară așa care voia să bea în timpul condusului ceea ce era ilegal dar el spunea că nu se întâmplă nimic dacă bea însă a făcut accident cu camionul el nu a reușit să scape însă Nelu și Costel da dar cu hainele rupte însă fără nici o zgârietură bineînțeles că sunt multe peripeții în această călătorie cu bicicletele se rătăcesc într-o pădure și rememorează amintirile petrecute în bloc înainte de plecarea lui Lili și Costel în Spania, apoi ajung la un castel unde sunt cazați pentru câteva zile de un om care era obsedat de fantome care bântuiau în castel apoi își luase pușca pentru a trage în fantome apoi Nelu,Bela,Costel,Lili,Americanu,Popa,Mimi,Roxana și Adina se deghizează în fantome și vampiri însă sunt nevoiți să fugă pentru că nu era un spectacol ce făceau ei pe scenă în castel apoi Mimi este obligată să se căsătorească cu un bărbat mai în vârstă decât ea și acesta nu vrea sub nici o formă însă Nelu și Costel încearcă să o convingă pe Mimi dar aceasta nu vrea să se căsătorească cu el și Nelu se ceartă apoi cu tatăl acelui bărbat cu care Mimi nu vrea să se însoare, după ce căzuse la pace cu Mimi să se căsătorească cu acel bărbat și reușesc să fugă și să scape în același timp de oamenii din castel aventura continuă într-o peșteră unde Lili lăsase în luna de miere cu Costel un semn pe care scria Lili+Costel=Love acest semn îl mai lăsase Lili în deltă pe un copac, însă aud zgomote în peșteră dar și distrug o specie de pasăre pe cale de dispariție plus o pictură lupestră din peșteră adică semnul acela care l-a lăsat Lili în peșteră cu Costel în luna de miere și de data asta reușesc să scape, după aceea, gașca de la bloc ajunge la - unchiu' Nicu o ruda a lui Costel și Lili Jurcă, aceasta vizita nu durează mult deoarece Nelu afla ca va mai avea un copil, de aici aventura se cam termină, călătorie ce reface traseul pe care Lili și Costel l-au parcurs în luna lor de miere. Peripețiile însă nu vor lipsi nici de data aceasta rămânând fără bani și fără haine încercând să nu se întoarcă sub nici o formă în România pentru că s-ar face de râs, prima dată ajung la casa de putas care însemna în spaniolă bordel unde erau sute de femei și bărbați ei credeau ca au ajuns la un loc pentru cântat, apoi fură niște pâini pentru a nu muri de foame acolo dar îi prinde brutarul și ca să nu facă pușcărie pentru furt decid să muncească la brutărie ca să scape de pedeapsă, apoi după asta Costel primește o slujbă de toreador unde are de înfruntat un taur furios reușește odată să-l împungă îi provoacă răni pe față dar și pe corp se alege cu hainele rupte sau găurite de la coarnele taurului, însă refuză să se întoarcă acolo în arenă că s-a luptat destul cu taurul, însă Lili l-a trimis a doua oară pe Costel în arenă apoi primește niște lovituri în burtă de la taur, după care pleacă dar observă apoi niște localnici de acolo care fugeau pe motiv că taurul fusese eliberat din arenă și ei au fugit apoi alături de ceilalți localnici după ce îi văzuse un localnic unul din ei era român care le spunea că numai românii nu ar fugi de taur, acolo erau foarte mulți români când au ajuns după care ultima lor aventură în Spania, este la niște sere de plantații cu căpșuni după ce petrec ceva timp la aceste plantații îi ajută un localnic român, să evadeze și reușesc să revină cu bine în România și Costel revine în firma N&C după ce Popa îi ținuse locul cât a fost plecat în Spania, iar Lili își revede de treburile ei în continuare.
La sfârșitul sezonului 10, apare Bianca, care, interesată de banii Americanului, încearcă să își formeze o relație cu acesta. Americanul simte o pasiune pentru rivala ei, Anca. Bianca reușește să i se bage în pat. Pe măsură ce timpul trece, Americanul se îndrăgostește de Bianca și cei doi își formează o relație. Ea îl înșeală și obține, prin escrocherie, apartamentul său, acesta fiind nevoit să doarmă în Administrație cu Popa.
Bianca cumpără fostul apartament al Americanului și își deschide un sediu de înregistrări în bloc. Se angajează pe un post consilier al Primăriei.
Starea în bloc se schimbă dramatic atunci când Nelu se desparte de Bela, iar Costel o înșeală pe Lili cu o colegă de serviciu, Lucia. Bela își formează o relație cu Remus, un milionar celebru. Părăsit de toți apropiații, Nelu îl salvează de la accident pe Jean, un copil de la orfelinat. Între ei se leagă o prietenie strânsă, iar Nelu îl înfiază pe Jean. Aflând planurile lui Remus cu ea, Bela îl părăsește în data nunții. Jean se accidentează din nou și este internat. În spital, Nelu și Bela se împacă, iar apoi se căsătoresc. La tribunal, Lili și Costel se împacă, și apoi s-au căsătorit.
După taximetrie și livrări la domiciliu, a sosit vremea ca Nelu și Costel să savureze din plin succesul în uniforme: cei doi devin polițiști comunitari. Alături de ei, Bianca devine consilier la Primărie și învârte tot cartierul pe degete. Singurul care îi ține piept Biancăi este Americanu', care se angajează ziarist la publicația Zvonul de Cartier.
Situația se schimbă iarăși în bloc, în momentul în care Nelu revine în bloc însă de această dată: fără Costel, Americanu și Popa! care au plecat departe din bloc ducându-se văzând cu ochii, însă Nelu a fost considerat singurul supraviețuitor dintre cei patru vecini din bloc plecați departe. Apar noi vecini în bloc J.R. Tănase, Bobby Tănase, Fane Oxford, Felix Comunistul, Alin și Sever Homosexuali. În bloc situația nu a mai fost la fel ca înainte, deveneau din ce în ce mai complicate lucrurile asta însemnând foarte multe certuri scandaluri bătăi etc însă era desigur și dragoste ca de obicei pe lângă acestea. Lili însă duce mult lipsa lui Costel, și a preferat să devină ea bărbatul în casă cât și la serviciu, deoarece este angajată de Șeful poliției comunitare să fie partenerul lui Nelu. Nelu când a auzit asta a încremenit nefiind însă de acord cu această idee, dar în final a acceptat deoarece nu avea un partener așa că s-a văzut nevoit să o accepte pe Lili ca fiind partenerul său. Nelu însă s-a despărțit încă o dată de Bela din păcate, fiind nevoit să stea cu Fane Oxford în apartament și Lili să stea cu Bela o perioadă de timp. Chiar și așa Fane Oxford văzând că Bela nu se mai împacă cu Nelu, s-a gândit că ar fi mai bine să își încerce el norocul însă Nelu nu acceptă sub nici o formă, cei doi Nelu și Fane decid să se i-a la bătaie până în momentul în care Bela le cere lui Nelu și Fane să se împace, însă ei nu doreau să se împace ci doar se prefăceau, apoi Felix decide să îi i-a pe Jean și Mihăiță în partid, pentru a pune multe lucruri mărețe la cale. Însă Nelu este dat afară din poliția comunitară deoarece fiscul și-a pus amprenta pe identitatea lui asta deoarece Felix a discutat cu cineva din bloc să îl scoată de la întreținere, el încercând să își găsească apoi de lucru, nu a reușit însă să își găsească de lucru. Fane văzându-l mai necăjit a dorit să îl ajute pe Nelu dorind să cânte manele cu el. Însă Nelu, refuză deoarece știe care erau de fapt intențiile lui, însă Nelu acceptă deoarece acesta văzuse banii pe care îi arătase Fane, cum că dacă ar avea banii aștia o să o încânte pe Bela foarte mult și cine știe poate se vor și împăca, Fane îl duce pe Nelu la bar ca fiind noul elev al său, însă în momentul în care Nelu se apucă de cântat pe scenă în bar și îl vede pe Fane cum se dădea la Bela i-a pierit cheful să mai cânte și îl i-a pe Fane la bătaie. După asta Nelu este angajat de Felix și devine gunoier, cu condiția ca Felix să îl treacă din nou la întreținere cum că stă cu Bela, și nu cu Fane ca să primească mai mult la întreținere, a făcut asta ca să nu îl reclame la partidul său. Apoi Fane a încercat să se facă scriitor ca să scrie niște poeme pentru Bela, dar nu are inspirație și aruncă poemele pe geam, Felix l-a văzut că nu aruncă gunoiul unde trebuie și s-a hotărât să îl reclame celorlalți locatari. Apoi Felix împreună cu Jean îl roagă pe Fane să cânte manele la partid, deoarece ei au mai cântat împreună în bar Felix pe rap și Fane pe manele. După asta s-a organizat la școală la Jean o piesă inspirată după Scufița Roșie, însă scenariul este diferit în locul Scufiței Roșii de exemplu au fost: Roxana Scufița Brunetă, Adina Scufița Blondă, iar Mimi Scufița Roșcată celelalte personaje cum ar fi Lupul jucat de Bobby și Bunica jucat de J.R. iar apoi Vânătorul de Fane sau Nelu însă acesta a obținut rolul după ce copiii l-au stropit pe Fane cu pistoale cu apă, iar după asta Felix și Jean i-au mulțumit lui Nelu pentru că l-au învins împreună pe Fane, apoi regizorul ține și el să îi mulțumească lui Nelu și îi cere lui să joace un rol de prezentator comunist asta era o emisiune dedicată nostalgicilor, în timpul rolului de prezentator îl sună Fane pe Nelu căreia îi spune că emisiunea lui este de cacao, apoi Nelu după asta le-a făcut cadou celor care îi criticau emisiunea un sul de hârtie igienică. Mai apar apoi, încă doi noi vecini în bloc Gina fiica Comunistului Felix și George un băiat de bani gata care își va face un penthouse la ultimul etaj al blocului. Chiar și așa sosirea celor doi anunță plecarea altor vecine din bloc, și anume Mimi și Adina care au plecat într-un mod straniu din bloc rămânând astfel doar Roxana singura dintre cele trei fete care se va muta atât cu Bobby, cât și cu J.R. cu această mutare Roxana și J.R. se apucă de făcut afaceri Roxana lucrează la cafenea iar J.R. la spălătorie cei doi însă se războiesc între ei dar într-un final ajung să se înțeleagă, iar Lili se va muta cu Fane deoarece Nelu a reușit să se împace cu Bela. Felix însă l-a mai rugat pe Nelu înainte să joace încă un rol de comunist adică pe Stalin. Jean însă pleacă, pentru un schimb de experiențe în Anglia cu o fată Tiffany. Felix este însă fericit că Jean a reușit să aducă comunismul acolo, apoi Nelu este angajat de Dăvescu să lucreze la birou, însă nu avea idei prima dată de slogan și le cerea sugestii lui Bobby, George, și Fane însă doar Bobby l-a ajutat pe Nelu cu sloganul, Dăvescu îi pune în pericol însă prea mult viața lui Nelu deoarece acesta este obligat să joace sporturi cu el să vadă dacă îl poate învinge dar Nelu reușește să îl învingă pe Dăvescu doar la box, fiindcă la fotbal și tenis pierde. În momentul în care Bela l-a văzut pe Nelu boxând cu Dăvescu și îl învinsese, voia să îl părăsească însă nu o face și nici atunci când îl vede făcându-i un masaj thailandez trei fete trimise de Dăvescu să îi facă masaj lui Nelu să se refacă după tenis și fotbal pentru a merge împreună la box, dar acesta nu era de acord deoarece prefera să îi facă Bela masaj dar în final acceptă. Totuși după box, Dăvescu nu l-a dat afară din birou cum i-a făcut altui angajat înaintea lui Nelu, dar i-a dat sarcini grele deoarece i-a dat o lecție importantă lui Dăvescu. Apoi Gina fiica Comunistului Felix, pleacă și ea în Statele Unite unde nu uită de tatăl ei sub nici o formă, însă Felix nu a părut încântat de plecarea fiicei sale în Statele Unite dar a făcut exact ceea ce făcuse și Jean trimisese comunismul acolo, și decide să renunțe la comunism pentru a deveni capitalist, deoarece se plictisise să fie comunist simțea nevoia de libertate îl convinge destul de greu pe Jean să renunțe la comunism însă cu o condiție să devină Felix bodyguardul lui Jean la școală. Apoi Bela dă un interviu pentru propria ei emisiune
legată de problemele pacienților, însă îl întâlnește pe Horia, iar Nelu devine gelos de nu se poate pe Horia și l-a bătut dar apoi a aflat că Bela nu avea absolut nici o legătură cu Horia, și Nelu este însă liniștit. Apoi Nelu tot pretinde că Bela s-ar întâlni cu Horia, și angajează cu Fane o menajeră care să facă curățenie dar Bela află de asta, și nu e tocmai încântată de treaba asta și le întoarce favoarea celor doi lui Nelu și Fane care se apucă de curățenie dar Bela se amuză teribil de ei. Apoi situația însă s-a schimbat neașteptat când Lili și Fane decid să se căsătorească după relația avută împreună(dar acum se căsătoresc din dragoste,nu din interes).

## Emisiuni American Radio
- Știrile - sunt prezentate de Americanu și Costel Jurcă.
- Nopțile Celor Singuri - emisiunea este prezentată numai de Sebastian Popa.
- Trei Scufițe Roșii Și Lupul / Lupul Show - emisiunea este prezentată de Americanu, împreună cu Mimi, Roxana și Adina, dar și Nelu Curcă, Costel Jurcă și Sebastian Popa ca invitați.
- Iartă-Mă Că Viața Bate Filmul Din Dragoste Pentru Monica - emisiunea este prezentată de Costel Jurcă, împreună cu Nelu Curcă, Bela Curcă și Sebastian Popa ca invitați.
- Viața Satului - emisiunea este prezentată de Americanu împreună cu Nelu Curcă și Costel Jurcă.
- Albă Ca Zăpada - emisiunea este prezentată de Americanu împreună cu Lili Jurcă, Costel Jurcă, Nelu Curcă și Sebastian Popa.
- Cei Trei Mușchetari - emisiunea este prezentată de Adina Roxana și Mimi împreună cu Lili Jurcă.
- Capra Cu Trei Iezi - emisiunea este prezentată de Costel Jurcă și Lili Jurcă.
- Ciocolata Petrică, Iaurtul Cireșica și Biscuiții Doina - sunt prezentate de Costel Jurcă.
- Sucul Gustozo - este prezentat de Costel Jurcă.

## Personaje principale
NELU CURCĂ este personajul principal al serialului. Banii sunt principala preocupare a acestuia și încearcă să-i obțină punând în aplicare ideile sale: pe cât mai multe, pe atât mai stupide. A fost căsătorit cu Suzi, prima lui soție, timp de un sezon. Apoi, s-a însurat cu Bela. Este tatăl a doi copii: Mimi și Jean. Ocupația sa este de taximetrist dar pe parcurs a lucrat pentru o firmă de livrări N&C cu Costel Jurcă și tot cu Costel Jurcă ca polițist comunitar, însă pierde meseria de polițist comunitar și decide să își i-a o nouă slujbă de gunoier. Apoi Fane Oxford încearcă să îl ajute oarecum pe Nelu Curcă dar acesta refuză să cânte împreună cu Fane Oxford în trupa lui de manele pentru că se dă mereu la Bela Curcă și nu numai pentru asta dar și din cauza rivalității dintre ei însă Bela Curcă nu știe efectiv pe cine să aleagă dintre Nelu Curcă și Fane Oxford și îl alege până la urmă pe Nelu Curcă deși ea își dorea altceva și din acest motiv nu prea îl mai voia pe Nelu Curcă care imediat ce a aflat că Bela Curcă îl iertase Nelu Curcă dar cu această ocazie parcă și rivalitatea dintre Fane Oxford și Nelu Curcă ar fi încetat însă nu definitiv această rivalitate amintea oarecum tot pentru o cucerire a lui Bela Curcă atunci se lupta Americanu Mugurel cu Nelu Curcă, însă acesta spre deosebire de Fane Oxford a refuzat să mai umble după Bela Curcă și îl lăsase pe Nelu Curcă să o i-a pe Bela Curcă fiindcă oricum el găsea femei mult mai bune ca Bela Curcă însă Fane Oxford profitase și de faptul că Bela Curcă îl părăsise pe Nelu Curcă și de aceea o tot dorea atâta pe Bela Curcă cu toate acestea Nelu Curcă imediat după ce Bela Curcă s-a împăcat cu Nelu Curcă și urma să se căsătorească cu el Nelu Curcă află că rămâne fără servici adică unde lucra el ca gunoier și Jean Curcă fiul său îl sfătuiește să își aleagă din nou meseria de taximetrist mai ales că asta îi plăcea să facă ideea îi place lui Nelu Curcă care acceptă și îi împrumută Felix lui Nelu Curcă o dacie de a sa pentru a o folosi el la taximetrie îi cere de asemenea lui Felix să îl angajeze el pe Nelu Curcă și îl întreabă Felix cât cere Felix nu prea era de acord însă cu suma propusă de Nelu dar în final acceptă și îi lasă dacia lui Nelu Curcă acesta însă revine la prima sa meserie dar nu pare deloc ușor de data asta pentru el fiindcă începe să aibă ghinioane ca de fiecare dată și ar părea că nu s-ar descurca dar nu vrea totuși sub nici o formă să renunțe, Nelu Curcă este interpretat de Mihai Coadă.
COSTEL JURCĂ este mâna dreaptă a lui Nelu și, de asemenea, fostul său coleg de armată și cumnat. Costel este un personaj copilăros, moralist și fustangiu. Căsătorit cu Lili Jurcă. Este tatăl lui Mihăiță el a lucrat prima dată cu Lili la un magazin apoi, a lucrat cu Nelu Curcă la o firmă de livrări N&C deși inițial nu voia să facă afaceri cu Nelu Curcă pentru că voia să devină șef dar a pierdut postul în favoarea lui Lili Jurcă care a devenit ea șefa apoi Costel Jurcă decide că nu are nimic de pierdut și lucrează împreună cu Nelu Curcă la firma N&C livrari acasă, apoi ca polițist comunitar fiind și ultima lui ocupație în semn de respect pentru ce a făcut pentru poliția comunitară i-a fost făcută o statuie cu numele său atât lui cât și lui Nelu Curcă, dar Nelu Curcă văzând niște copii ce vizitau muzeul îl considerau pe Costel adevăratul erou și îi spărsese statuia lui Nelu Curcă, apoi de gelozie, etc. pentru că Costel Jurcă era considerat erou, Nelu Curcă distruge și sparge statuia lui Costel Jurcă dar Nelu Curcă încerca să își repare propria lui statuie, aflând acestea Bela Curcă s-a supărat rău pe Nelu Curcă pentru vandalizarea statuii lui Costel Jurcă și ca să îl ierte sau să uite tot ce s-a întâmplat, merg la un restaurant ca să o lase în pace pe Lili Jurcă îi era greu lui Nelu Curcă să accepte că Costel Jurcă era de fapt adevăratul erou și nu el, să își revină din șocul pe care îl avea în urma vandalizării statuii lui Costel Jurcă sau chiar plecării acestuia din viața sa. Costel Jurcă este interpretat de Dragoș Moștenescu. La fel ca Americanu, și Nea Popa, el apăruse ultima dată în episodul 455. Statuia lui Costel Jurcă a apărut la sfârșitul episodului 457, și episodul 458.
SUZANA CURCĂ este prima soție a lui Nelu, l-a părăsit pe Nelu pe motiv că acesta rămăsese falit și că nu mai putea trăi alături de el,oricum adevăratul motiv e că a câștigat un rol într-un film american și a plecat pe o perioadă nedeterminată la Hollywood. A fost mamă a unui singur copil: Mimi Curcă. Suzana Curcă este interpretată de Luminița Erga.
LILI JURCĂ este soția lui Costel și mama lui Mihăiță, Lili uneori poate deveni foarte enervantă pentru Costel, dar el uneori nu dă prea mare importanță pentru că o iubește foarte mult, l-a părăsit odată pe Costel, însă s-au împăcat după mult timp Lili a regretat plecarea lui Costel imediat după terminarea meseriei de polițist comunitar, însă rămâne fără serviciu și devine noul partener al lui Nelu Curcă la poliția comunitară a și încercat să se asemene cu Costel Jurcă adică să fie ea bărbatul în casă, dar din păcate nu prea i-a ieșit în sensul că Nelu Curcă nu o putea compara niciodată pe Lili Jurcă cu Costel Jurcă care a fost și râmâne cel mai bun prieten al său, însă Șeful a fost dat afară din poliția comunitară și atunci Lili rămâne iar fără servici dar preferă să rămână casnică și se căsătorește mai târziu cu Fane Oxford. Lili Jurcă este interpretată de Mariana Dănescu.
BELA CURCĂ este a doua soție a lui Nelu. Bela este femeie tânără, frumoasă, cinstită și corectă, granița dintre Nelu și Mimi. Începe o relație cu Americanu dar pe care nu-l vrea sub nici o formă, apoi cu Nelu, îl cunoștea mai înainte pe Nelu chiar când era psiholog la ei în bloc. Toți prietenii lui Nelu o invidiază pe Bela, până cât și Nea Popa voia să înceapă o relație cu ea în vremea când era certată cu Nelu, fiind că nu voiau și nu puteau să aibă copii. Bela Curcă este interpretată de Alina Chivulescu.
MIMI CURCĂ este fiica lui Nelu Curcă și a lui Suzana Curcă care petrece o perioadă de timp alături de ei, însă la școală s-a împrietenit cu o colegă Paula, cu care se va întrece în comentarii malițioase pe marginea noilor obiceiuri ale babacilor, însă după terminarea liceului ea decide să se mute la parter cu două fete Adina și Roxana cu care începe o relație strânsă de prietenie între ele pentru multă vreme. Mimi Curcă este interpretată de Dana Rogoz. Personajul e interpretat de Dana Rogoz. În serial Suzana Curcă pleacă în America pentru a deveni star de cinema așa a dispărut din serial.Mimi s-a mutat în apartamentul fetelor (Roxana și Adina) după plecarea mamei ei. Mimi era genul de fată fără viitor dar totul s-a schimbat după ce Suzana a plecat. Ea a dat la facultatea de actorie și a devenit cea mai bună din clasă.Succesul ei ca actriță a fost mereu un dezastru pentru că nu era observată.Tatăl ei era posesiv și nu lasă băieți la ea așa că Mimi a pierdut o mulțime de băieți. Ea apare ultima dată în episodul 499.
- Relații ale personajului

Toate relațiile lui Mimi au durat doar un episod sau două,singura relație care a durat a fost cu Bobby care o iubea în secret până când au trecut la lucruri mai serioase,dar nimeni nu știe ce s-a întâmplat după pentru că Mimi a ieșit din serial chiar în episodul în care au făcut dragoste.
ROXANA este una dintre prietenele lui Mimi ea este din Sălăjan, dar a venit la București pentru a-și termina studiile. Roxana este interpretată de Tili Niculae.
ADINA este a doua dintre prietenele lui Mimi și ea este din Călărași, dar la fel a venit la București pentru a-și termina studiile, numai că ea spre de deosebire de Mimi și Roxana nu avea doar clasa a 11-a și a 12-a terminată pentru că a fugit în lume cu unul din profesorii ei din liceu. Adina este interpretată de Laura Cosoi.
AMERICANU este un tip amuzant, gagicar, un om care este preocupat de afaceri și pasionat de femei, îl are ca valet pe Sebastian Popa pe care mereu îl ceartă se supără pe el și îl și bate când pierde o întâlnire, însă nu tot timpul este așa câteodată chiar a preferat să se împrietenească cu el ca să nu fie mereu scandal între ei, Americanu îi invidiază pe Costel și Lili că ei au copil și el nu și că s-a săturat de burlăcie și că vrea să se așeze și el la casa lui însă a încercat cu una din fostele sale gagici dar nu a reușit și a rămas burlac pe viață el a vrut împreună cu Popa că tot era postul liber la poliția comunitară să devină polițiști dar nu au reușit el are un post de radio care se numește American Radio și la acest post de radio își câștigă el existența dar nu înseamnă că numai el se ocupă de radio ci și Popa uneori Adina Roxana sau Mimi pentru că nu numai Americanu vrea să facă emisiuni la radio ci vrea să îl lase și pe Popa chiar dacă el nu este decât valetul său și atât. Americanu Mugurel Mititelu este interpretat de Emil Mitrache. El, alături de Popa, și Costel, au apărut ultima dată în episodul 455.
SEBASTIAN POPA este valetul lui Americanu care face treburi casnice prin casă, nu are o soție însă a apelat la o agenție de matrimoniale, fără prea mare succes însă din păcate a ajuns la o firmă de dame de companie, oricum Americanu mereu îl ceartă pentru că nu vrea să facă uneori nimic prin casă și nu numai de asta dar și că uneori muncea fără oprire sau că vorbea aiurea din cauză că pierdea foarte multe femei din cauza lui, el odată cu faptul că Lili l-a născut pe Mihăiță a devenit bunic și are grijă de Mihăiță când nu sunt Lili sau Costel acasă totuși nu tot timpul căci Lili nu a vrut dar nici Costel Popa a insistat mai mult și atunci Costel l-a lăsat să aibă grijă de Mihăiță, el a devenit poștaș pe motiv că cel care trebuia să se ocupe își dăduse demisia și atunci Popa profitând și de faptul că postul rămase liber a decis să devină el noul poștaș al cartierului, pentru că s-ar fi săturat să fie sluga lui Americanu și că voia și el propria lui viață, însă Popa a avut o scurtă relație cu Liza care era mai tânără ca el însă l-a părăsit pe Popa chiar când aceasta era în avionul spre Dubai cu banii obținuți de pe urma relației cu Popa. Americanu Nelu și Costel îl cam avertizau pe Popa că îi place de el mai mult pentru bani și nu pentru că i-ar fi plăcut de el a și încercat Americanu să-l oprească pe Popa cerându-i tutela însă fără succes din păcate pentru că Liza se luptase cu Americanu la proces și a oprit procesul, dar nu voia să înțeleagă spunea Popa despre Americanu Nelu Costel că ar fi geloși pe relația sa cu Liza dar el nu realizase ca ea de fapt îl voia pe el mai mult pentru bani, își dă seama de abia când Liza îl părăsește în momentul în care se pregătea să se însoare află că ea plecase cu avionul în drum spre Dubai și rămâne și fără bani cum îl atenționaseră Americanu, Nelu și Costel. Sebastian Popa este interpretat de Tudorel Filimon.

## Distribuția
- Mihai Coadă - Nelu Curcă, taximetrist
- Dragoș Moștenescu - Costel Jurcă, soțul lui Lili, fostul coleg de armată și cumnatul lui Nelu
- Mariana Dănescu - Liliana „Lili” Jurcă/Oxford, soția lui Costel, soția lui Fane și sora Suzanei
- Alina Chivulescu - Bela Munteanu/Curcă, psiholog, amanta și a doua soție a lui Nelu
- Luminița Erga - Suzana Curcă, prima soție a lui Nelu și sora lui Lili
- Dana Rogoz - Mimi Curcă, sora vitregă a lui Jean, fiica lui Nelu și a Suzanei
- Emil Mitrache - Americanu'
- Tudorel Filimon - Sebastian Popa, administratorul blocului
- Tili Niculae - Roxana
- Laura Cosoi - Adina

Personaje episodice
- Oana Zăvoranu - Oana Ioana, ep. 50 / Diana
- Crina Matei - știrista Alina, ep. 111
- Nicoleta Matei - Nico, ep. 114
- Monalisa Basarab - Raluca
- Adrian Tapciuc - Alex
- Ioana Ginghină - Bruneta, ep. 24 / Tipa de pe stradă, ep. 83 / Rodica , ep. 122
- Clara Vodă - procurorul Mihaela, ep. 124
- Angel Popescu - magazioner, ep. 126
- Valentin Uritescu - vânzatorul, ep. 145 / Gigi, ep. 248
- Valentin Teodosiu - Mafiotul, ep. 7 / Parior-Blătuitor Box, ep. 12 / Agent de securitate-Recorder manele, ep. 68
- Bogdan Albulescu - Critic de arta, ep.56
- Dora Ortelecan - Iuliana, ep. 27
- Dan Burghelea - Poștașul, ep. 27 / Gigolo, ep. 28
- Cristian Toporan - Bodyguard, ep. 28
- Viorel Manole - Polițistul, ep. 19, 29, 30 / Clientul, ep. 266
- Tache Florescu - Georgică, ep. 31
- Nadina Slăjan - Profa, ep. 29, 30
- Ion Chelaru - Moșu, ep. 1
- Luminița Gheorghiu - Baba, ep. 1
- Răzvan Ghiță - Gigi, ep. 1, 8, 9, 12, 13, 155, 299
- Valentina Fătu - Profesoară, ep. 13, 15, 32, 42 / Diriginta, ep. 14, 18
- Eduard Jirghirgiu - Patronul, ep. 32
- Silviu Olteanu - Italian 1, ep. 13
- Dragoș Silvestru - Italian 2, ep. 13
- Marcela Moțoc - Paula, ep. 9, 15, 23
- Leila Manolache - Manager 1, ep. 23
- Gabriela Codrea - Manager 2, ep. 23
- Ionuț Cherminschi - Manager 3, ep. 23
- Roxana Bugău - Blonda, ep. 24
- Adina Halas - Grațiela, ep. 10
- Gheorghe Ifrim - Tipu' de la cablu, ep. 8
- Macoumbo Mike - Boxer, ep. 12
- Dzabatou Guevara - Antrenor, ep. 12
- Elena Tănăsoiu - Asistenta 1, ep. 43, 44
- Alina Popescu - Asistenta 2, ep. 43, 44
- Anamaria Lazăr - Oana, ep. 43, 44
- Mircea Nicola - dr. Nicu, ep. 43, 44
- Petre Moraru - Senatorul, ep. 84
- Gabriela Ciubernea - Fata senatorului, ep. 84
- Daniela Ioniță - Fata senatorului, ep. 84
- Daniel Tudorică - Vânzătorul, ep. 84, 85
- Lavinia Tache - Vânzătoarea, ep. 48
- Monica Elena Dobrijan - Doctorița, ep. 48
- Dana Săvuică - Angela, ep. 45
- Adriana Trandafir - mătușa lui Nelu
- Constantin Ghenescu - bunicul lui Americanu
- Mihai Calotă - Ionel Găină, prietenul lui mimi / ep. 39
- Nicodim Ungureanu - Francezu' / ep. 40, 41
- Monalisa Basarab - Virgina / ep. 41
- Alina Apietroaiei - Colega / ep. 42
- Viorica Vodă - Secretara / ep. 20
- Lucian Ghimiș - Puștiul / ep. 22
- Marius Costache - Colegul / ep. 22
- Raluca Trandafir - Amanta, ep. 32
- Ovidiu Niculescu - Mihnea, ep. 32
- Medeea Marinescu - Soprana, ep. 34
- Bogdan Talașman - Poștasul, ep. 34
- Gabriela Bobeș - Simona, ep. 35
- Olga Andreșoiu - Miruna, ep. 38
- Manuela Damian - Soție Patron, ep. 58, 59
- Alexandru Bănică - Copil Patron, ep. 58, 59
- Adriana Dănescu - Lucia
- Horațiu Bob - Barman, ep. 65, 66, 67, 68, 69, 70, 71, 72, 73, 74, 75, 76, 77, 78, 79, 80, 81, 82, 83, 84, 85, 86, 87, 88, 89, 90, 91, 92, 93, 94, 95, 96, 97, 98, 99,
- Cătălin Panait - Fotograful, ep. 84
- Vlad Logigan - Mihai, ep. 69
- Cătălin Neamțu - Julă, ep. 83, 88, 95, 99
- Mihai Alex Nicolae - Barman, ep. 365
- Viviana Gherasim - Rodica, ep. 365
- Veronica Gheorghe - Laura, ep. 46 / Narcisa, ep. 69 / Sofia, ep. 201
- Georgiana Gașcău - Chelneriță, ep. 45
- Bogdan Albulescu - Dealer, ep. 56
- Daniel Giurcăneanu - Pictor, ep. 56
- Andrei Mateiu - Distribuitor Haine / Parfumuri, ep. 63
- John Ball - Producător, ep. 63
- Viviana Ball - Mioara, ep. 72
- Lili Stan - Traducătoarea, ep. 63
- Diana Beciu - Chelneriță, ep. 46, 47, 48, 49, 51, 52, 53, 54, 55, 56, 57, 58, 59, 60, 61, 62, 63, 64, 65, 66, 67, 68, 69, 70, 71, 72, 73, 74, 75, 76, 77, 78, 79, 80, 81, 82, 83, 84, 85, 86, 87, 88, 89, 90, 91, 92, 93, 94, 95, 96, 97, 98, 99,
- Dan Tomescu - Lola, ep. 80
- Marian Lepădatu - Patron Supermarket, ep. 88 / Patron, ep. 96, 98
- Mircea Diaconu - copilul, ep. 91
- Antonio Dinu - Polițist, ep. 91 / Magazioner si voce vecin balcon, ep. 272 / Voce Publicitate Tv, ep. 273 / Depanator, ep. 332
- Ștefan Alexa - Alex, ep. 81
- Rodica Horobeț - Simona, ep. 81
- Gheorghe Grigore - Afaceristul, ep. 81
- Bogdan Caragea - Client, ep. 82
- Cristian Puiu - Harpistul, ep. 82
- Mihaela Mihăescu - Femeia Urâtă,
- Ana Maria Moldovan - Farmacistă, ep. 66
- Dalina Ionescu - Farmacistă Șefă, ep. 66
- Ayarjargal Tseren - Japonezul, ep. 67
- Luminița Alina Grigore - Chelneriță, ep. 46
- Cristina Simona Suhoi - Chelneriță, ep. 46
- Raluca Cepoi - Diana, ep. 45
- Marilena Salam - Secretara, ep. 47
- Mihaela Ispas-Nikita - Logodnica, ep. 53
- Antilia Romănescu - Agenta, ep. 85
- Gabriela Ceciliu - Piticania, ep. 85
- Raul Răducanu - Costică, ep. 86
- Cătălin Barbiuc - Prietenul Americanului, ep. 88
- Ovidiu Ianu - Barman, ep. 228, 266, 272, 273, 275, 276, 277, 279, 281, 283, 284, 285, 286, 293, 295
- Raluca Necula - Chelneriță, ep. 45, 46, 47, 48, 49, 51, 52, 53, 54, 55, 56, 57, 58, 59, 60, 61, 62, 63, 64, 65, 66, 67, 68, 69, 70, 71, 72, 73, 74, 75, 76, 77, 78, 79, 80, 81, 82, 83, 84, 85, 86, 87, 88, 89, 90, 91, 92, 93, 94, 95, 96, 97, 98, 99, 228, 266, 272, 273, 274, 275, 276, 277, 279, 281, 283, 284, 285, 286, 293, 295
- Sofia David - Chelneriță, ep. 46, 47, 48, 49, 51, 52, 53, 54, 55, 56, 57, 58, 59, 60, 61, 62, 63, 64, 65, 66, 67, 68, 69, 70, 71, 72, 73, 74, 75, 76, 77, 78, 79, 80, 81, 82, 83, 84, 85, 86, 87, 88, 89, 90, 91, 92, 93, 94, 95, 96, 97, 98, 99, 228, 266, 272, 273, 275, 276, 277, 279, 281, 283, 284, 285, 296, 293, 295
- Simona Cărămidaru - Chelneriță, ep. 47, 48, 49, 51, 52, 53, 54, 55, 56, 57, 58, 59, 60, 61, 62, 63, 64, 65, 66, 67, 68, 69, 70, 71, 72, 73, 74, 75, 76, 77, 78, 79, 80, 81, 82, 83, 84, 85, 86, 87, 88, 89, 90, 91, 92, 93, 94, 95, 96, 97, 98, 99, 228, 266, 272, 273, 275, 276, 277, 279, 281, 283, 284, 285, 286, 293, 295
- Diana Cavalioti - Didi, ep. 293
- Magdalena Condurache - Cosmina, ep. 293
- Madgalena Chivulescu - Vicky, ep. 266
- Iulian Gliță - Mihai, ep. 266
- Petrică Voicu - Nicu, ep. 266
- Livia Taloi - Crina, ep. 228
- Ionuț Burlan - Cosmin, ep. 243
- Dana Stroe - Alicia, ep. 240
- Viorel Ionescu - Grig, ep. 239
- Nadejdea Dimitriu - Sanda, ep. 237
- Lavinia Ciurlescu - Fata, ep. 237
- Laura Iordan - Corina, ep. 246
- Sorin Gros - Pacientul, ep. 246
- Marin Fagu - Vânzător, ep. 246 / Andi, ep. 284
- Cătălin Ciurdar - Clientul, ep. 246
- Violeta Teașcă - Lidia, ep. 247
- Mara Grigore - Contesa, ep. 251
- Eduard Bănărescu - Manager Hotel, ep. 251
- Ion Ștefan - Patron Discotecă, ep. 251
- Ciprian Brașoveanu - Mihai, ep. 250 / Clientul, ep. 279
- Marilena Boghiș - Prostituată, ep. 250, 284 / Tipa, ep. 380
- Maria Nicola - Reporter, ep. 378 / Editor, ep. 380
- Doina Șandru - Mirela, ep. 380
- Irina Panamarenco - Tipa, ep. 378
- Irina Mirică - Tipa, ep. 378
- Oana Maleș - Fata, ep. 377
- Raul Pădureanu - Namila, ep. 250 / Gorila, ep. 285
- Toni Tecuceanu - Mafiotul, ep. 19 / Director, ep. 46 / Mascatul, ep. 249 / Marian, ep. 256 / Tatuatul, ep. 293 / Piticu, ep. 366
- Adrian Ciglenean - Tibi, ep. 366
- Adrian Nartea - Șerban, ep. 366
- Octavian Ștefănescu - Tânar Chipeș, ep. 366
- Tiberiu Clenci - Alin, ep. 256 / Giani, ep. 284
- Kati Balca - Irina, ep. 256
- Larry Fredy - Larry, ep. 299
- Florin Manea - Mircea, ep. 296 / Turist, ep. 299
- Bogdan Mihăilescu - Turist, ep. 299 / Bobolino, ep. 388 , 389
- Ion Arcudeanu - Pandele, ep. 98 , 99 / Tatăl lui Bobolino, ep. 389
- Adrian Râlea - Vărul Contelui, ep. 299
- Iulică Bălteanu - Pescarul, ep. 297
- Jean Dobre - Paznic, ep. 296
- Cristian Naum - Sandu, ep. 296
- Cristian Simion - Mircea, ep. 239 / Cuplu, ep. 256 / Lică, ep. 279
- Raluca Guslicov - Maria, ep. 47 / Cuplu, ep. 256
- Marian Simion - Frizerul, ep. 249
- Bogdan Vodă - Bodyguard Șef, ep. 58, 59 / Prietenul Americanului, ep. 249
- Florina Fernandez - Naomi, ep. 247, 249, 253, 254, 255, 257, 266, 271, 272, 273, 275, 276, 277, 279, 281, 283, 284, 285, 286, 293, 295
- Dan Constantin - Pacientul, ep. 285 / Nicu, ep. 415, 416
- Cristian Botea - Polițistul, ep. 285
- Eugen Giuglea - Vameș, ep. 285
- Dimitri Bogomaz - Vitalie, ep. 285
- Gabriela Juncu - Blonda, ep. 286
- Mădălina Istrate - Bruneta, ep. 286
- Vasile Calofir - Polițistul, ep. 286
- Ana Maria Ferentz - Lucia, ep. 271
- Anișoara Doroftei - Casierița, ep. 271
- Ana Maria Birică - Ileana, ep. 270
- Cătălin Panaitescu - Electronistul, ep. 270
- Doru Cătănescu - Doctorul, ep. 270 / Pacient, ep. 381
- Alina Xenia Grigore - Lidia, ep. 381
- George George - Regizorul, ep. 257
- Rodica Bistriceanu - Șefă Lili, ep. 258, 270
- Ionela Hanganu - Lavinia, ep. 258
- Bogdan Dumitrescu - Soț Lavinia, ep. 258
- Daniel Mecu - Adi, ep. 252
- Viorel Cojanu - Gelu, ep. 254
- Valentina Popa - Tipa Americanului, ep. 253
- Otilia Pătrașcu - Pacienta, ep. 253
- Andrei Amariei - Fotograful, ep. 253 / Clientul, ep. 273
- Radu Solcanu - Manager, ep. 45 / Șef Costel, ep. 253 / Șef Lili, ep. 259
- Mirela Neamțu - Tipa Americanului, ep. 253 / Tipa, ep. 357
- Dana Nedelcu - Vrăjitoarea, ep. 357
- Antoaneta Cojocaru - Angelica, ep. 259
- Nicolae Călugărița - Mafiotul, ep. 259 / Director Ziar, ep. 420
- Paul Lăcătușu - Liviu, ep. 240
- Aly El Siddig - Keke, ep. 241
- Ingrid Bisu - Tipa, ep. 241
- Marius Nănău - Polițist, ep. 247
- AnaMaria Porlogea - Laura, ep. 238 , 239 , 248
- Marcelo Cobzariu - Distribuitor Automobile, ep. 235 / Pensetă, ep. 173, 248 / Peștele, ep. 276
- Mihaela Mihăescu - Prostituată, ep. 235
- Robert Robert - Peștele, ep. 235 / Polițist, ep. 255 / Gorila, ep. 276 / Tip, ep. 365 / Polițist, ep. 381 / Polițist, ep. 413
- Mircea Anca - Judecător, ep. 414, 415
- Vasile Toma - Avocat, ep. 414, 415
- Anastasia Roșca - Blonda, ep. 416
- Antonia Ionescu - Mireasa, ep. 416, 417
- Emilia Mocanu - Bruneta, ep. 416
- Bogdan Anghelescu - Tip, ep. 365
- Adrian Rădulescu - Ștefan, ep. 364
- Dan Zorilă - Tavi, ep. 364
- Olga Maxim - Anișoara, ep. 364
- Ovidiu Usvad - Puști, ep. 364
- Adrian Aron - Puști, ep. 364
- Mirela Andrei - Puștoaică, ep. 364
- Marius Călugărița - Polițist, ep. 83 / Doctor, ep. 364 / Editor, ep. 378
- Iulia Hara - Secretara, ep. 378
- Ionuț Antonie - Inspector, ep. 364
- Simona Saiu - Vânzătoare, ep. 363
- Georgiana Dinescu - Simona, ep. 363
- Ionel Stoica - Gardian, ep. 363
- Daniel Trăistaru - Electrician, ep. 363
- George Dubovoi - Electrician, ep. 363
- George Buică - Moș, ep. 362
- Dumitru Dumitru - Moș, ep. 362
- Iasmine - Tipa, ep. 365
- Andrei Neagu - Pacient, ep. 365
- Vadim Roșu - Profesorul, ep. 276
- Lorena Ciubotaru - Hoață, ep. 255
- Camelia Paraschiv - Hoață, ep. 255
- Valentina Tomescu - Flori, ep. 254
- Valentin Ciontolac - Familia Săracă, ep. 235
- Dragoș Ionescu - Familia Săracă, ep. 235 / Paul, ep. 394
- Cristina Secăreanu - Familia Săracă, ep. 235
- George Petcu - Șeful lui Nelu, ep. 88 / Scriitorul, ep. 238
- Irina Duță - Delia, ep. 255
- Bogdan Neacșu - Marcel, ep. 238
- Daniel Chirea - Decanul, ep. 238 / Regizorul, ep. 283
- Costi Mărculescu - Actorul, ep. 283
- Mădălina Zamfira - Studenta, ep. 283
- Mihai Cazachievici - Asistentul Regizorului, ep. 283 / Polițist, ep. 359
- Nelu Curcă - Șofer Taxi, ep. 359
- Cristian Rotaru - Notar, ep. 359 / Butuc, ep. 412
- Cristian Gabor - Coleg, ep. 412
- Marian Răducu - Tip Asigurări, ep. 412
- Tomi Cristian - Amfitrionul, ep. 240 / Patron, ep. 360
- Nuria Nuri - Camelia, ep. 239
- Adela Dimitriu - Loreta, ep. 275
- Sebastian Bălășoiu - Vânzătorul, ep. 275
- Sorin Oroș - Pacientul, ep. 275
- Radu Ciobănașu - Clientul, ep. 284
- Ovidiu Popa - Gruia, ep. 276 / Pilot, ep. 386 / Paul, ep. 399
- Monica Gândăcioiu - Irina, ep. 276
- Nadia Dumitriu - Sofia, ep. 277
- Andi Stănescu - Comisionarul, ep. 240 / Pacientul, ep. 277 / Client, ep. 382
- Doru Isăroiu - Vedeta, ep. 382
- Rareș Pârlog - Bogdan, ep. 382 / Tip, ep. 413
- Iulia Mihalcea - Violeta, ep. 272
- Florentina Tatu - Lia, ep. 279
- Marius Chivu - Mihai, ep. 89 / Dracula, ep. 281 / Boschetar, ep. 394 / Gabi, ep. 417
- Paul Talașman - Polițistul, ep. 279 / Avocat, ep. 414, 415
- Sorin Francu - Boss Rus, ep. 417
- Iulian Enache - Patron Rus, ep. 417
- Alina Crăița - Fata, ep. 417
- Florin Nan - Agentul Imobiliar, ep. 272
- Claudia Susanu - Otilia, ep. 234 , 238 , 239 , 241 / Pacientă Bela, ep. 360
- Ozana Martin - Funcționară, ep. 360
- Laura Ilică - Doctoriță, ep. 360
- Amalia Ursu - Polițistă, ep. 360
- Ștefania Udrea - Polițistă, ep. 360
- Dorian Râmbu - Aurolac, ep. 360 / Profesor, ep. 392
- Mircea Drâmbăreanu - Căpetenie Golani, ep. 58, 59 / Producătorul, ep. 300, 301 / Nebun, ep. 360 / Boschetar, ep. 394
- Mircea Anca - Avocat, ep. 374 , 375
- Gabriel Velicu - Ciprian, ep. 374 , 375
- Ciprian Nedelcu - Paznic, ep. 374 , 375
- Răzvan Hâncu - Tip, ep. 374 , 375
- Nicu Pungă - Client, ep. 373 / Doctor, ep. 386 / Fratele, ep. 413
- Vasile Toma - Șef Comisie, ep. 373
- Dragoș Toma - Ospătar, ep. 373
- Rareș Dimofte - Tip OPC, ep. 373
- Ilie Gâlea - Cornel, ep. 372
- Marius Gâlea - Funcționar Primărie, ep. 85 / Ionică, ep. 372
- Magda Frunză - Paula, ep. 372
- Adriana Drăguț - Dora, ep. 372
- Alexandru Papadopol - Doru, ep. 372
- Tamara Popescu - Maia, ep. 371
- Violeta Teașcă - Terapeuta, ep. 371 / Femeie, ep. 386 / Profesoară, ep. 419
- Florance Emanuel - Arhivara, ep. 419
- Daniela Dinei - Fata Arhivarei, ep. 419
- George Grigore - Profesor, ep. 419
- Magda Condurache - Clara, ep. 371
- Adrian Ivan - Maseur, ep. 371
- Doina Aida Span - Baba, ep. 371 / Baba, ep. 397
- Iulian Praja - Horia, ep. 370
- Alex Ceplinschi - Tavi, ep. 370
- Mihai Marinescu - Mafiot, ep. 370
- Cristian Boeriu - Patron Club, ep. 58, 59 / Polițist, ep. 370 / Coleg, ep. 397 / Hoț, ep. 418
- Eduard Bânărescu - Director, ep. 419
- Adrian Ungureanu - Tip, ep. 397
- Cristian Olescher - Gelu, ep. 397
- Iulian Stancu - Instructor, ep. 398
- Antonia Ionescu - Tipă, ep. 396
- Ionuț Antonie - Pacient, ep. 396
- Silviu Bertlan - Tip, ep. 396
- Magda Popovici - Baba, ep. 395
- Petre Pletosu - Barbu, ep. 395
- Silvia Gîscă - Vera, ep. 395
- Fizz - Vedeta, ep. 395
- Miruna Birău - Clara, ep. 395 / Profesoară, ep. 412
- George Enache - Vecin, ep. 393
- Tinu Vereșezan - Invitat, ep. 393
- Doru Todoruț - Profesor, ep. 392
- Ionel Stoica - Profesor, ep. 392
- Gică Andrușcă - Profesor, ep. 392
- Claudiu Trandafir - Chelner, ep. 391
- Cristian Botea - Tip, ep. 390 / Proprietar, ep. 412
- Coco Angela Da Conceicao De Sausa - Băștinașă, ep. 388 , 389
- Victor Yila - Băștinaș, ep. 387
- Camelia Zorlescu - Directoare, ep. 411
- Matei Teodorescu - Puști, ep. 411
- Katy Balcă - Ziaristă, ep. 411
- Denisa Roșca - Crina, ep. 412
- Radu Ciobănașu - Polițist, ep. 370
- Alexandra Ioachim - Țiganca, ep. 370
- Bogdan Dumitrașcu - Ochelarist, ep. 370
- Nicu Dănilă - Grasu, ep. 370
- Raluca Guslicov - Afacerista, ep. 370
- Ovidiu Popa - Prezentator, ep. 370
- Armand Calotă - Remus, ep. 373 , 374 , 375 , 376 , 377 , 378 , 379 , 380 , 381 , 382
- Alexandru Bindea - John, ep. 376, 377 , 379 , 380
- Darius Munteanu - Șofer, ep. 376
- Mariana Țopa - Tipa, ep. 376
- Mihai Bendeac - Paul, ep. 377 / Mecanic,episodul 404
- Maria Varsami - Mama, ep. 382 / Homless, ep. 413
- Ana Maria Lazăr - Claudia, ep. 382
- Eduard Bânărescu - Director, ep. 397
- Alin Holca - Speolog, ep. 302
- Alin Păiuș - Speolog, ep. 302
- Rojer Codoi - Paznicul, ep. 302
- Camelia Constantin - Moașa, ep. 303
- Dan Constantin - Nicu, ep. 303
- Gabriel Popescu - Vecinul, ep. 303
- Simina Constantinescu - Florica, ep. 303
- Silviu Dudescu - John, ep. 300
- Mihai Răducu - Nebun, ep. 360
- Angel Popescu - Cameraman, ep. 361
- Petrică Pletosu - Portar, ep. 361
- Mara Grigore - Profesoară, ep. 361
- Crina Semciuc - Studentă, ep. 361
- Petre Dinuliu - Moș Gelu, ep. 361
- Florin Nan - Polițist, ep. 361
- Dragoș Stoica - Coco, ep. 358
- Theodor Delciu - Paul, ep. 358
- Mihai Dumitrescu - Șef Nelu, ep. 234
- Diana Radu - Tipa Americanului, ep. 234
- Manuela Grecu - Mona, ep. 244, 245 / Profesoară De Balet, ep. 281
- Ani Crețu - Liza, ep. 241, 242 , 243 , 244 , 245
- Adrian Ungureanu - Pacientul, ep. 308
- Teo Trandafir - Teo Trandafir
- Andi Moisescu - Andi Moisescu
- Daniela Nane - Ana, ep.17 / Monica, ep. 98, 99
- Jean Constantin - Vecinul de plantație, Ep. 314, 315, 319
- Magda Catone - Cesonia, ep. 272, 273, 305
- Marius Niculae - Marius Niculae
- Rodica Popescu Bitănescu - Ep. 271
- Ovidiu Gherasim - Vasile, Ep. 307
- Gina Pistol - Corina Ep. 318, 319
- Costina Ciuciulică - Tiffany - Ep. 467 / Cubaneza - Ep. 491 / Corina - Ep. 512
- Dragoș Silvestru - Reporter - Ep. 471
- Francu Liviu George - Doru - Ep. 460
- Anastasia Roșca - Soția - Ep. 460
- Nicu Dascălu - Nicu Dascălu - Ep. 460
- Maria Vărșani - Clienta, Ep. 462
- Marius Damian - Peștele, Ep. 463
- Silviu Dudescu - Proprietar Sală Fitness, Ep. 463
- Simina Cojocaru - Ramona, Ep. 463
- Marian Trașcă - Concurentul lui Jr, Ep. 463
- Mihăiță Capră - Mihăiță, Ep. 457, 458, 459, 464
- Gabriela Bobeș - Profesoara, Ep. 457
- Corneliu Bulai - Fery Poștașul, Ep. 458
- Tudor Lakatoș - Elvis Romano, Ep. 458
- Mioara Hurechian - Vrăjitoarea, Ep. 458
- Diana Tomescu - Fata 1 - Ep. 461
- Roxana Răduț - Fata 2 - Ep. 461
- Giulia Pahomi - Fata 3 - Ep. 461
- Cătălin Frăsinescu - Petrică - Ep. 469
- Gabriel Călinescu - Othello - Ep. 469
- Mioara Ifrim - Aura Păunescu - Ep. 468, 470
- Gică Andrușcă - Redactor - Ep. 468, 470
- Constantin Lupescu - Regizor - Ep. 473
- Ionel Stoica - Cascador - Ep. 473
- Marius Prinț - Infractor - Ep. 473
- Rodica Alexandru - Baba - Ep. 475, 476, 477
- Marius Amarandei - Șef Firmă Taxi - Ep. 474
- Dorian Râmbu - Șef Firmă Dellivery - Ep. 474
- Simona Simionescu - Fata Babei - Ep. 475
- Cristian Botea - Profesor - Ep. 478
- Cooper Cherry - Voce Casetofon - Ep. 478
- Cristian Simion - Speculantul - Ep. 466
- Petcu George - Sârmă - Ep. 467
- Iulian Grigore - Bodyguard - Ep. 467
- Nae Lăzărescu - Nae Ceaușu - Ep. 465
- Marius Călugărița - Doctor - Ep. 464, 467, 479
- Marcel Horobeț - Tatăl lui George - Ep. 495
- Antoaneta Cojocaru - Yvonne - Ep. 484
- Răzvan Hâncu - Miopul - Ep. 463 / Victor - Ep. 484
- Radu Cristian - Pușcăriaș - Ep. 484
- Doru Firică - Deținut - Ep. 482
- Ortansa Ștănescu - Tanti Ana - Ep. 487
- Paul Talasman - Generalul - Ep. 487
- Iulian Ursu - Hoț - Ep. 488
- Miruna Birău - Profesoară - Ep. 469 / Menajeră - Ep. 490
- Radu Ciobănașu - Doctor - Ep. 490
- Cristian Rotaru - Regizor - Ep. 488 / Omul din umbră - Ep. 490
- Silviu Geamănu - Prezentator - Ep. 474, 488
- Raluca Guslicov - Hortensia Grigore - Ep. 475
- Anca Țurcașiu - Bianca, iubita lui Americanu - Ep. 345-359, 390-455
- Adriana Dănescu - Lucia, amanta lui Costel - Ep. 348
- Armand Calotă - Remus, fostul soț al Belei - Ep. 371-380
- Cristina Deleanu - Mama lui Remus - Ep. 373-380
- Emanuel Bordeianu - Jean Curcă - Ep. 348, 379-524
- Gheorghe Ifrim - Fane Oxford - Ep. 456-524
- Edgar Nistor - Sever - Ep. 459
- Cosmin Seleși - Bobby Tănase - Ep. 456-524
- Ionuț Iftimoaie - J.R. Tănase - Ep. 456-524
- Adrian Nartea - Alin - Ep. 458-492
- Vasile Muraru - Felix, fostul administratorul blocului - Ep. 456-524
- Cătălin Cățoiu - Marcu - Ep. 409-455
- Ilie Gâlea - Șeful poliției comunitare - Ep. 409-524
- Cătălin Bordea - George - Ep. 493-524
- Ioana Picos - Gina - Ep. 493-524

## Vezi și
- Lista episoadelor din La bloc